# Carlos José Castilho
Carlos José Castilho (Río de Janeiro, Brasil, 27 de noviembre de 1927-ibídem, 2 de febrero de 1987), más conocido como Castilho, fue un jugador y entrenador de fútbol brasileño, bicampeón del mundo con su selección. En su etapa como jugador profesional se desempeñaba como guardameta.
Posee el récord de más partidos jugados con el Fluminense (697 encuentros), siendo considerado el mejor portero de la historia del club y también del Paysandu.
Además de sus cualidades como guardameta y su especialidad en parar penaltis, solía tener buena suerte, como por ejemplo, realizar atajadas casi imposibles, tiros de sus oponentes que se estrellaban en el palo y jugadas afortunadas. Debido a esto, era apodado Leiteria, apodo común en Brasil para personas afortunadas en aquella época, y los fanáticos del Fluminense lo llamaban São Castilho.
Era daltónico, por lo que afirmaba que varias veces había sido favorecido, ya que las pelotas amarillas las veía de color rojo, permitiéndole mejorar su control sobre el balón, pero era perjudicado cuando se jugaba con balones blancos durante la noche.
En 1957, Castilho se fracturó el dedo meñique de la mano izquierda. Había sufrido varias lesiones en el dedo en cuestión, debido a que los porteros no comenzaron a usar guantes hasta la década de 1970. Los médicos le dijeron que debería estar de baja durante dos meses para recuperarse de forma óptima, sin embargo, les pidió que le amputaran el dedo para regresar a la portería rápidamente. Así ocurrió, ya que dos semanas después, volvió a jugar con el Fluminense. Al parecer, tener medio dedo amputado no pareció afectar su rendimiento deportivo.
El 20 de octubre de 2006, Fluminense instaló una estatua en su honor en la sede del club. Debajo de su busto, se pueden leer las siguientes palabras: «Transpirar la camiseta, derramar lágrimas y dar sangre por Fluminense, muchos lo han hecho. Sacrificar un pedazo del propio cuerpo solo uno: Castilho».

## Fallecimiento
Se suicidó el 2 de febrero de 1987 a la edad de 59 años. Se tiró desde el séptimo piso del apartamento de su exmujer de forma sorpresiva en una visita. Personas cercanas a él indicaron que estaba deprimido por el olvido del público, pero el motivo exacto del suicidio es desconocido para su familia.

## Selección nacional
Fue internacional con la selección brasileña en 29 ocasiones. Es uno de los pocos futbolistas bicampeones del mundo.[cita requerida]

### Participaciones en Copas del Mundo
| Mundial                        | Sede   | Resultado        | Partidos | Goles |
| ------------------------------ | ------ | ---------------- | -------- | ----- |
| Copa Mundial de Fútbol de 1950 | Brasil | Subcampeón       | 0        | 0     |
| Copa Mundial de Fútbol de 1954 | Suiza  | Cuartos de final | 3        | 0     |
| Copa Mundial de Fútbol de 1958 | Suecia | Campeón          | 0        | 0     |
| Copa Mundial de Fútbol de 1962 | Chile  | Campeón          | 0        | 0     |

### Participaciones en Copas América
| Copa                         | Sede      | Resultado  |
| ---------------------------- | --------- | ---------- |
| Campeonato Sudamericano 1949 | Brasil    | Campeón    |
| Campeonato Sudamericano 1953 | Perú      | Subcampeón |
| Campeonato Sudamericano 1957 | Perú      | Subcampeón |
| Campeonato Sudamericano 1959 | Argentina | Subcampeón |

## Clubes

### Como jugador
| Club       | País   | Año       |
| ---------- | ------ | --------- |
| Olaria     | Brasil | 1945      |
| Fluminense | Brasil | 1946-1964 |
| Paysandu   | Brasil | 1965      |

### Como entrenador
| Club          | País   | Año       |
| ------------- | ------ | --------- |
| Vitória       | Brasil | 1973-1974 |
| Operário      | Brasil | 1977      |
| Internacional | Brasil | 1977      |
| Grêmio        | Brasil | 1982      |
| Santos        | Brasil | 1984-1986 |
| Palmeiras     | Brasil | 1986      |

## Palmarés

### Como jugador

#### Campeonatos regionales
| Título                               | Club       | País   | Año  |
| ------------------------------------ | ---------- | ------ | ---- |
| Torneio Municipal do Rio de Janeiro  | Fluminense | Brasil | 1948 |
| Campeonato Carioca                   | Fluminense | Brasil | 1951 |
| Torneio Início do Campeonato Carioca | Fluminense | Brasil | 1954 |
| Torneio Início do Campeonato Carioca | Fluminense | Brasil | 1956 |
| Torneo Río-São Paulo                 | Fluminense | Brasil | 1957 |
| Campeonato Carioca                   | Fluminense | Brasil | 1959 |
| Torneo Río-São Paulo                 | Fluminense | Brasil | 1960 |
| Campeonato Carioca                   | Fluminense | Brasil | 1964 |
| Campeonato Paraense                  | Paysandu   | Brasil | 1965 |

#### Copas internacionales
| Título                  | Selección | Sede   | Año  |
| ----------------------- | --------- | ------ | ---- |
| Campeonato Sudamericano | Brasil    | Brasil | 1949 |
| Campeonato Panamericano | Brasil    | Chile  | 1952 |
| Copa Mundial de Fútbol  | Brasil    | Suecia | 1958 |
| Copa Mundial de Fútbol  | Brasil    | Chile  | 1962 |

### Distinciones individuales
| Distinción            | Año  |
| --------------------- | ---- |
| Premio Belfort Duarte | 1955 |

### Como entrenador

#### Campeonatos regionales
| Título              | Club   | País   | Año  |
| ------------------- | ------ | ------ | ---- |
| Campeonato Paulista | Santos | Brasil | 1984 |